# Benoît Hamon
Benoît Hamon (Saint-Renan, 26 giugno 1967) è un politico francese, ministro durante i governi Ayrault I, Ayrault II e Valls I, candidato per il Partito Socialista alle elezioni presidenziali del 2017 e fondatore di Génération.s.

## Biografia

### Origini e primi incarichi
Figlio di un ingegnere e di una segretaria, Hamon nacque a Saint-Renan ma trascorse l'infanzia a Dakar, dove i suoi genitori si erano trasferiti per motivi di lavoro. Dopo il divorzio dei genitori, Hamon lasciò il Senegal e tornò in Bretagna. A diciannove anni cominciò ad operare nell'ambito politico e aderì alla sezione giovanile del Partito Socialista.
Dopo gli studi universitari lavorò come assistente parlamentare e successivamente fu collaboratore di Lionel Jospin. Nel 1997 si candidò alle elezioni legislative, ma non riuscì a risultare eletto; nonostante la sconfitta continuò ad essere attivo in politica e per alcuni anni fu consigliere dell'allora ministro Martine Aubry. Fra il 2001 e il 2004 rivestì la carica di direttore della pianificazione strategica per l'istituto di sondaggi Ipsos e nello stesso periodo venne eletto nel consiglio comunale di Brétigny-sur-Orge, dove rimase fino al 2008.

### L'esperienza da eurodeputato e la nomina a ministro
Nel 2004 si candidò al Parlamento europeo e venne eletto deputato per la circoscrizione Francia orientale; in queste vesti fu membro della commissione finanze e vicepresidente della delegazione per i rapporti con gli Stati Uniti d'America. Intanto, nel 2005 fu nominato segretario nazionale del Partito Socialista, carica dalla quale si dimise due anni dopo. Nel 2009 si ricandidò per le europee, ma non risultò eletto.
Nel maggio del 2012 entrò a far parte del governo Ayrault come Ministro delegato all'Economia sociale e solidale. Nello stesso anno prese parte alle elezioni legislative e riuscì a farsi eleggere deputato all'Assemblea Nazionale per il dipartimento degli Yvelines.
Hamon mantenne l'incarico governativo fino alle dimissioni di Jean-Marc Ayrault nel 2014; nel seguente governo Valls I fu confermato ministro, questa volta dell'Educazione nazionale, dell'Insegnamento superiore e della Ricerca. Su posizioni critiche verso le politiche troppo centriste attuate da Valls, Hamon fu escluso dal secondo governo Valls nell'agosto 2015. Come Hamon, anche Arnaud Montebourg e Aurélie Filippetti non riebbero il loro posto da ministri.

### Dopo l'uscita dal governo
Dopo essere uscito dal governo Valls, Hamon riprende l'incarico di deputato il 30 settembre 2014.

### Le elezioni del 2017
Il 16 agosto 2016 annuncia la sua candidatura alle primarie del Partito Socialista in vista delle elezioni presidenziali. Al primo turno delle primarie, il 22 gennaio 2017, riceve circa il 36% dei voti, piazzandosi primo davanti all'ex-primo ministro Manuel Valls, che ottiene circa il 31%. Al ballottaggio del 29 gennaio, Hamon batte il favorito Valls, con il 58,71% dei voti contro il 41,29%, diventando ufficialmente il candidato socialista alle elezioni dell'aprile 2017.
Subito dopo le primarie, i sondaggi danno Hamon intorno al 16-18%, ma con il passare delle settimane questa percentuale si riduce fino all'8% rilevato dai sondaggi nei giorni immediatamente precedenti il primo turno; questo calo va a beneficio del candidato alla sinistra del PS, Jean-Luc Mélenchon, a cui Hamon aveva invano proposto di ritirarsi in proprio favore.
Alle elezioni presidenziali del 23 aprile, Hamon non riesce ad accedere al ballottaggio previsto per il 7 maggio, e ottiene appena il 6,4% dei voti, il più basso risultato dalla creazione del Partito Socialista attuale, nel 1971. 
Alle legislative dell'11 giugno, ripresentatosi nel suo collegio nel dipartimento degli Yvelines, viene eliminato al primo turno, raccogliendo il 22,59% dei voti, superato dai candidati LR (23%) e LREM (32%).

### L'uscita dal Partito Socialista
Il 1º luglio lascia il PS per fondare il "Movimento 1 luglio", una formazione politica di sinistra che dal 2 dicembre assume la denominazione di Génération.s. Alle elezioni europee del 2019 la lista, affiliata a DiEM25, ottiene il 3,27% dei voti, senza eleggere alcun deputato.